# Râul Biloaia
Râul Biloaia este un curs de apă din județul Maramureș, România, afluent de dreapta al râului Valea Șturului.

## Hărți
- Harta județului Maramureș
- Harta muntii Gutâi  Arhivat în 4 martie 2016, la Wayback Machine.